# Campeonato Sudamericano de Football 1959 (Ecuador)
Il Campeonato Sudamericano de Football Ecuador 1959 fu la ventisettesima edizione della Copa América. Ad organizzarla, dopo soli 8 mesi dall'ultima, fu l'Ecuador e tutte le partite si disputarono all'Estadio Modelo di Guayaquil dal 5 al 25 dicembre 1959. La manifestazione andò in scena in forma straordinaria, cioè senza trofeo in palio.

## Nazionali partecipanti
| N° | Nazione   | Iscrizione CONMEBOL | Note                         |
| -- | --------- | ------------------- | ---------------------------- |
| 1  | Argentina | 1916                | Detentore Coppa America 1959 |
| 2  | Brasile   | 1916                |                              |
| 3  | Cile      | 1916                | Rinuncia                     |
| 4  | Uruguay   | 1916                |                              |
| 5  | Paraguay  | 1921                |                              |
| 6  | Perù      | 1925                | Rinuncia                     |
| 7  | Bolivia   | 1926                | Rinuncia                     |
| 8  | Ecuador   | 1927                | Nazione ospitante            |
| 9  | Colombia  | 1936                | Rinuncia                     |
| 10 | Venezuela | 1952                | Rinuncia                     |

Le altre nazionali declinarono l'invito, impossibilitate a sostenere due volte nello stesso anno la partecipazione della propria rappresentativa ad un torneo internazionale. La Colombia fu l'unica nazionale a non prendere parte a nessuna delle due edizioni del 1959. Dal canto suo il Brasile si presentò in Ecuador con una selezione di secondo piano, formata prevalentemente da calciatori pernambucani.

## Formula
La formula prevedeva che le cinque squadre partecipanti si affrontassero in un unico girone all'italiana, la cui prima classificata avrebbe vinto il torneo. Per ogni vittoria si attribuivano 2 punti, 1 per ogni pareggio e 0 per ogni sconfitta.

## Risultati
| Arbitro: | Ceballos |

|                     |           |                        |
| Paulo 29’, 30’, 60’ | Marcatori | 40’, 80’ (rig.) Parodi |

| Arbitro: | Praddaude |

|  |           |                                                       |
|  | Marcatori | 1’ (rig.) Silveira 28’ Escalada 46’ Bergara 52’ Pérez |

| Arbitro: | Marino |

|                                            |           |                        |
| Sanfilippo 8’, 57’, 89’ (rig.) Pizzuti 81’ | Marcatori | 30’ Insfrán 90’ Cabral |

| Arbitro: | Praddaude |

|                                    |           |  |
| Escalada 49’ Bergara 67’ Sacía 75’ | Marcatori |  |

| Arbitro: | Gomes |

|           |           |          |
| Raffo 20’ | Marcatori | 62’ Sosa |

| Arbitro: | Gomes |

|                                                           |           |  |
| Silveira 9’ (rig.), 55’ (rig.) Bergara 15’, 64’ Sacía 25’ | Marcatori |  |

| Arbitro: | Marino |

|           |           |                                       |
| Raffo 12’ | Marcatori | 23’ Paulo 42’ Geraldo 45’ Zé de Mello |

| Arbitro: | Marino |

|                                    |           |             |
| García 2’ Sanfilippo 27’, 89’, 90’ | Marcatori | 64’ Geraldo |

| Arbitro: | Praddaude |

|            |           |           |
| Parodi 32’ | Marcatori | 88’ Sacía |

| Arbitro: | Praddaude |

|                                     |           |                  |
| Spencer 52’ Balseca 60’ Cañarte 89’ | Marcatori | 11’ (aut.) Gómez |

## Classifica finale
| Pos. | Squadra   | Pt | G | V | N | P | GF | GS | DR  |
| ---- | --------- | -- | - | - | - | - | -- | -- | --- |
| 1.   | Uruguay   | 7  | 4 | 3 | 1 | 0 | 13 | 1  | +12 |
| 2.   | Argentina | 5  | 4 | 2 | 1 | 1 | 9  | 9  | 0   |
| 3.   | Brasile   | 4  | 4 | 2 | 0 | 2 | 7  | 10 | -3  |
| 4.   | Ecuador   | 3  | 4 | 1 | 1 | 2 | 5  | 9  | -4  |
| 5.   | Paraguay  | 1  | 4 | 0 | 1 | 3 | 6  | 11 | -5  |

## Classifica marcatori

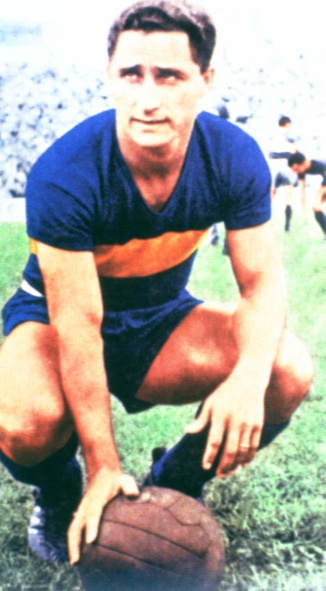
José Sanfilippo (con la maglia del Boca Juniors)

6 gol
- José Sanfilippo.

4 gol
- Paulo
- Mario Ludovico Bergara

3 gol
- Silvio Parodi Ramos
- Alcides Silveira
- José Sacía

2 gol
- Geraldo
- Carlos Alberto Raffo
- Guillermo Escalada

1 gol
- Omar García
- Juan Pizzuti
- Héctor Sosa
- Zé de Mello
- José Balseca
- Climaco Cañarte
- Alberto Spencer
- Genaro Benítez
- Pedro Cabral
- Eligio Insfrán
- Domingo Salvador Pérez

Autogol
- Rómulo Gómez (pro  Paraguay)

## Arbitri
- José Luis Praddaude
- José Gomes Sobrinho
- Carlos Ceballos
- Esteban Marino